# XXIII століття

## Очікувані астрономічні події
- 2221 рік — потрійне з'єднання Марса й Сатурна.

- У п'ятницю, 22 лютого 2222 року у 22:22:22, дата і час складатимуться із самих двійок: 2222-2-22 22:22:22.

- 2 грудня 2223 року о 12:32 (UTC) Марс закриє Юпітер.

- 2238—2239: потрійне з'єднання Юпітера й Сатурна (останнє потрійне з'єднання Юпітера й Сатурна було в 1981 році).

- 12 серпня 2243 року о 04:59 (UTC) Венера покриє Сатурн.

- 11 червня 2247 року відбудеться проходження Венери по диску Сонця.

- 4 березня 2251 року о 10:52 (UTC), Венера покриє Уран.

- У 2252 році планетоїд Орк здійснить перший повний оборот навколо Сонця з моменту його відкриття в 2004 році; період його обертання навколо Сонця триває 248 років.

- 1 серпня 2253 року Меркурій покриє Регул (α Лева). До цього останнє покриття Меркурієм Регула було 13 серпня 364 року до н.е).

- У 2256—2258 роках Ерида досягне перигелію своєї орбіти вперше з моменту відкриття.

- 2279 рік — потрійне з'єднання Юпітера та Сатурна.

- 6 жовтня 2271 року — Венера покриє Регул (α Лева).

- 2281, 2282: Велике тріо Урана, Нептуна й Плутона. Востаннє Велике тріо відбулося в 1769 і 1770 роках.

- 28 серпня 2287 року відстань між Землею й Марсом скоротиться до теоретичного мінімуму, востаннє настільки мала відстань було 27 серпня 2003 року.

- У 2288 році планетоїд Квавар здійснить перший оберт з моменту свого відкриття (з 2002 року), його період обертання навколо Сонця триває 286 земних років.